# Dead End Street/Big Black Smoke
Dead End Street/Big Black Smoke è un singolo discografico del gruppo rock britannico The Kinks pubblicato nel 1966, composto dal leader della band Ray Davies. Come in molti altri brani scritti da Davies in questo periodo, è forte l'influenza del music hall tradizionale britannico.
Il singolo riscosse un notevole successo nel Regno Unito, raggiungendo la quinta posizione in classifica, ma solamente la n. 73 negli Stati Uniti. Nel 1976, il brano Dead End Street è stato inserito al 72 posto nella lista dei "100 migliori singoli di sempre" della rivista New Musical Express.

## Tracce
1. Dead End Street – 3:20 (Ray Davies)
2. Big Black Smoke – 2:32 (Ray Davies)

Durata totale: 5:52

## Brani
La canzone Dead End Street venne successivamente inserita come bonus track in alcune ristampe di album dei Kinks come Face to Face. La traccia, come molte altre della band, tratta della povertà e miseria delle classi sociali più basse del sistema classista inglese. Il titolo Dead End Street, che significa "strada senza uscita", è una metafora della difficoltà di molti allo sfuggire alla disperata situazione nella quale si ritrovano invischiati.
Two-roomed apartment on the second floor.
	
No money coming in,
	
The rent collectors knocking,
	
trying to get in»
Un bilocale al secondo piano,
	
Niente soldi in arrivo,
	
I creditori bussano alla porta,
	
cercando di entrare»
(Dead End Street, The Kinks)

## Video

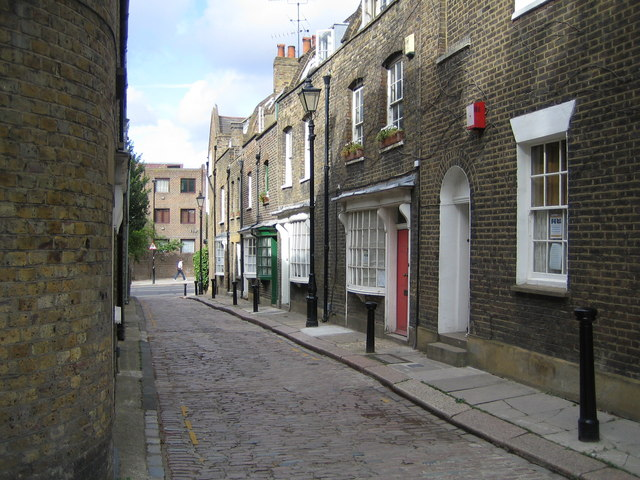
Little Green Street, location del video di Dead End Street.

Per la canzone venne prodotto un video promozionale nel 1966, girato in Little Green Street, North London, zona Kentish Town. Il video venne girato in bianco e nero, e mostra i membri della band vestiti come dei becchini, e mentre interpretano vari altri personaggi. Con una durata di circa 3 minuti e 15 in totale, esso rappresenta uno dei primi veri videoclip musicali in assoluto. Dave Davies raccontò che alla BBC non piaceva il filmato, ritenendolo di "cattivo gusto".
Il brano venne inciso nel periodo in cui Pete Quaife era fuori dal gruppo per riprendersi dalle conseguenze di un incidente automobilistico che lo aveva coinvolto poco tempo prima. Mentre a suonare nella traccia è il bassista John Dalton, nel video compare invece Quaife che, ristabilitosi, era appena tornato nel gruppo.

## Cover e versioni alternative
- La canzone è stata reinterpretata dal gruppo rock The Jam.
- Il brano e il suo videoclip influenzarono la canzone degli Oasis The Importance of Being Idle del 2005.[4]
- Una versione alternativa della canzone datata ottobre 1966 è stata pubblicata nel dicembre 2008 all'interno del cofanetto box set Picture Book.
- Nel 2010, Davies registrò il brano anche in duetto con Amy Macdonald sull'album See My Friends.

## Formazione
- Ray Davies - voce solista, chitarra
- Dave Davies - chitarra, basso, cori
- John Dalton - basso, cori
- Mick Avory - batteria
- Nicky Hopkins - pianoforte
- Il musicista che suona il trombone nella traccia è sconosciuto.